# Зомпковице Слонскје
Зомпковице Слонскје (пољ. Ząbkowice Śląskie) град је у Пољској у Војводству доњошлеском. По подацима из 2012. године број становника у месту је био 15 835.

## Становништво
| 2012.  |
| ------ |
| 15 835 |

## Партнерски градови
- Бургдорф
- Червени Костелец
- Вислох
- Ухте